# Solferino

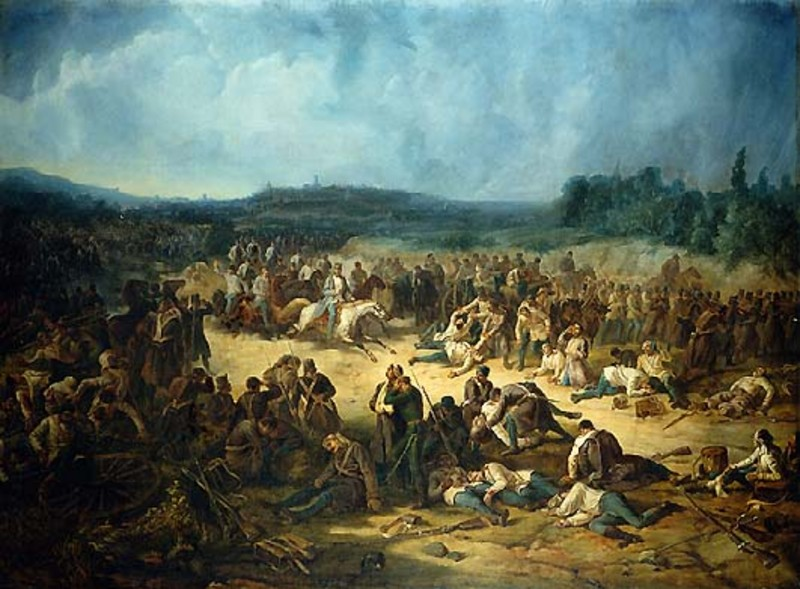
Bătălia de la Solferino - pictură de Henry Dunant

Solferino este un orășel în provincia Mantova, Lombardia, Italia, situat la aproximativ 10 km sud de lacul Garda, cu o populație de circa 2 500 locuitori. Este foarte cunoscut pentru bătălia care s-a dat în apropiere la 24 iunie 1859. După ce a fost martor al acestei confruntări sângeroase, Henry Dunant a decis să înființeze Crucea Roșie.
La Paris, o stație de metrou este dedicată comemorării celor căzuți la Solferino.

## Demografie
Solferino - evoluția demografică

|  | Graficele sunt indisponibile din cauza unor probleme tehnice. Mai multe informații se găsesc la Phabricator și la wiki-ul MediaWiki. |

Date: Recensăminte sau birourile de statistică - grafică realizată de Wikipedia

## Orașe înfrățite
- Solférino, Franța din  1963
- Châtillon-sur-Indre, Franța din  2003